# Forum Cezara
Forum Cezara (Forum Iulium) – forum w Rzymie, którego budowa została rozpoczęta przez Cezara w 54 p.n.e.

## Historia
Było to pierwsze z forów zbudowanych w okresie cesarstwa. Zostało umieszczone w bezpośrednim sąsiedztwie najstarszego w Rzymie Forum Romanum (w pobliżu budynku Kurii) i późniejszego Forum Augusta. 
Na środku placu o wymiarach 160×75 m została wzniesiona świątynia Wenus Genetrix. Budowę świątyni Juliusz Cezar ślubował po zwycięstwie w bitwie pod Farsalos w 48 p.n.e. Z kolumnadą po bokach i portykiem z podwójnym rzędem kolumn ozdobiona była malowidłami Timomachosa z Bizancjum. Świątynia ustawiona była na wysokim podium. W celli znajdował się posąg bogini, opiekunki rodu Juliuszów. Obok ustawiono pomnik Kleopatry. Budowa świątyni została dokończona przez Augusta. Przed świątynią Cezar nakazał umieścić swoją podobiznę na koniu, obok ustawiono fontannę. (Do naszych czasów ze świątyni Wenus Genetrix przetrwały trzy kolumny, fragment belkowania oraz fryz wyobrażający Erosów z jej wnętrza).
Forum otoczone było portykiem z podwójną kolumnadą. Świątynia Wenus i forum zostały odnowione podczas budowy Forum Trajana. W tym też czasie wybudowano po północno-zachodniej stronie bazylikę Argentaria, w której przeprowadzano operacje finansowe. Po odrestaurowaniu forum zostało ponownie otwarte podczas uroczystości inaugurującej otwarcie Forum Trajana.